# Jean-Étienne-Franklin Dubois
Jean-Étienne-Franklin Dubois né le 3 janvier 1796 à Paris, où il est mort le 20 juin 1854, est un peintre français.

## Biographie
Jean-Étienne-Franklin Dubois est le fils d'Étienne Dubois et Marie Victoire Faliest. Il est le frère du peintre François Dubois (1790-1871).
Élève de Jean-Baptiste Regnault à l'Académie royale de peinture et de sculpture, il obtient le prix pour la tête d'expression en 1821.
Il épouse Clarisse Scolastique Chenel en 1837.
Il meurt le 20 juin 1854 à Paris, où il est inhumé le 22 juin au cimetière de Montmartre.

Œuvres de Jean-Étienne-Franklin Dubois
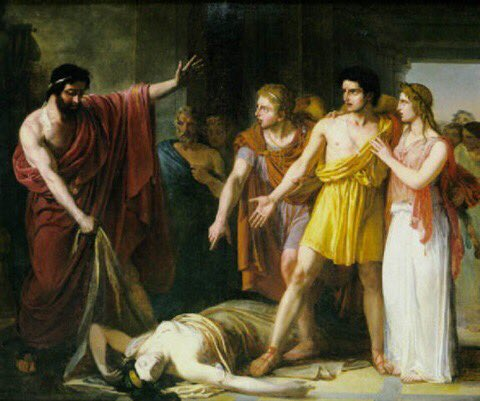
Égisthe découvre le corps d'Oreste (1823), localisation inconnue.
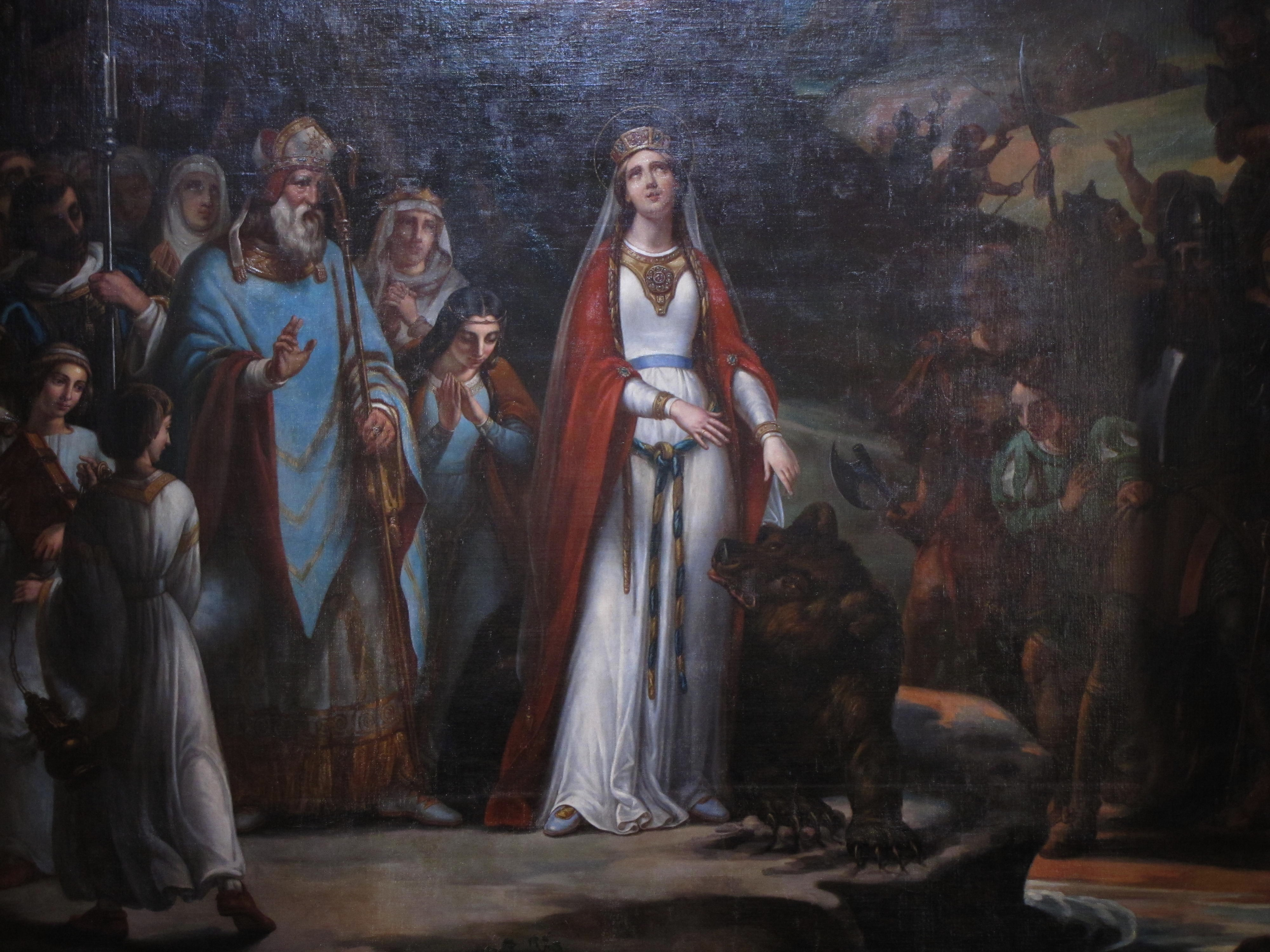
Fondation légendaire de l'abbaye d'Andlau par sainte Richarde (1840), Andlau, église Saint-Pierre-et-Paul.